# 西押立村
西押立村（にしおしたてむら）は、滋賀県愛知郡にあった村。現在の東近江市の北東部、愛荘町役場の南東、湖東歴史民俗資料館の周辺にあたる。

## 地理
- 河川：五の谷川、淵川

## 歴史
- 1889年（明治22年）4月1日 - 町村制の施行により、下一色村・勝堂村・西菩提寺村・北菩提寺村・南菩提寺村・横溝村の区域をもって発足。
- 1954年（昭和29年）11月3日 - 東押立村・豊椋村と合併して湖東町が発足。同日西押立村廃止。

## 逸話
日露戦争時、隣村の僧・皇順諒（皇至道の父）の講和に感化された西押立村横溝の女性たち45人が出征兵士の冥福を祈るため黒髪を根本から切り、奉書に包んで地元の新善光寺堂に納め、その髪を使って草鞋を20数足作り戦地に送った。